# Gerald Knaus
Gerald Knaus (Bramberg am Wildkogel, 1970) es un científico social austriaco. Es cofundador del Think tank Iniciativa Europea de Estabilidad (ESI).

## Biografía
Knaus nació en Bramberg am Wildkogel, Austria en 1970. Estudió filosofía, ciencias políticas y economía en Oxford, Bruselas y Bolonia. En 1999, cofundó la Iniciativa Europea de Estabilidad, un grupo de expertos conocido por sus estudios sobre migración, en Sarajevo. En la actualidad, el ESI tiene oficinas en Berlín, Bruselas, Viena y Estambul.
Enseñó economía en la Universidad de Chernivtsí en Ucrania y trabajó durante cinco años para varias ONG y organizaciones internacionales en Bosnia. Fue director de la Unidad de Lecciones Aprendidas y Análisis (Lessons Learned and Analysis Unit, LLA) del departamento de la UNMIK en Kosovo (2001-2004). Es miembro fundador del Consejo Europeo de Relaciones Exteriores  y fue investigador asociado del Centro Carr de Política de Derechos Humanos de la Escuela de Gobierno Kennedy de Harvard en los EE. UU. durante cinco años, donde también enseñó construcción de Estados e intervención.
Desde septiembre de 2018 hasta junio de 2019, Knaus fue investigador visitante en el Instituto de Ciencias Humanas de Viena y en 2016/2017 investigador sénior Mercator-IPC en Estambul.
Knaus es co-iniciador y co-negociador del pacto de refugiados de 2016 entre Turquía y la UE.
En 2019, fue designado por el Ministro Federal de Cooperación Económica y Desarrollo, Gerd Müller, para formar parte de una comisión encargada de elaborar recomendaciones sobre cómo abordar las causas del desplazamiento y la migración. 
En 2020 publicó el libro "¿Qué fronteras necesitamos?" sobre el futuro de la política de asilo y migración.

## Externalización
En 2024, Knaus defendió la externalización de los procedimientos de asilo a terceros países seguros como alternativa al modelo UE-Libia, mientras que Judith Kohlenberger criticó la postura de Knaus.

## Otras actividades
- Centro de Estudios Económicos y de Política Exterior (EDAM), Miembro del Consejo Asesor.

## Vida personal
Gerald Knaus vive en Berlín.